# Temporada 2014 del Campeonato Mundial de Rally
La temporada 2014 fue la edición 42º del Campeonato Mundial de Rally. Comenzó el 16 de enero en el Rally de Montecarlo y finalizó el 16 de noviembre en el Rally de Gran Bretaña. El calendario estaba compuesto por trece pruebas entre las que destacó la ausencia del Rally Acrópolis y el regreso del Rally de Polonia que entró en su lugar. Por segundo año el mundial contó con los campeonatos complementarios: WRC 2, WRC 3 y Mundial Junior.
El francés Sébastien Ogier era defensor del título de pilotos y Volkswagen el de constructores. Ambos lograron su primer campeonato del mundo en 2013 y los revalidaron de nuevo en esta temporada. El también francés Stéphane Lefebvre se adjudicó el título en la categoría junior, mientras que Nasser Al-Attiyah lo hizo en el WRC 2.
Esta es la primera temporada desde 1999 en no contar con el múltiple campeón Sebastien Loeb.

## Calendario
El calendario fue aprobado el 27 de septiembre de 2013 en la reunión del Consejo Mundial del Motor de la FIA por el órgano rector del motor, que se celebró en Dubrovnik, Croacia.
| N.º | Fecha               | Rally                      | Superficie       | Resultados |
| --- | ------------------- | -------------------------- | ---------------- | ---------- |
| 1   | 14-19 de enero      | Rally de Montecarlo        | Asfalto / nieve  | Resultados |
| 2   | 5-8 de febrero      | Rally de Suecia            | Nieve            | Resultados |
| 3   | 6-9 de marzo        | Rally de México            | Tierra           | Resultados |
| 4   | 3-6 de abril        | Rally de Portugal          | Tierra           | Resultados |
| 5   | 8-11 de mayo        | Rally de Argentina         | Tierra           | Resultados |
| 6   | 6-8 de junio        | Rally de Italia            | Tierra           | Resultados |
| 7   | 27-29 de junio      | Rally de Polonia           | Tierra           | Resultados |
| 8   | 1-3 de agosto       | Rally de Finlandia         | Tierra           | Resultados |
| 9   | 22-24 de agosto     | Rally de Alemania          | Asfalto          | Resultados |
| 10  | 12-14 de septiembre | Rally de Australia         | Tierra           | Resultados |
| 11  | 3-5 de octubre      | Rally de Francia - Alsacia | Asfalto          | Resultados |
| 12  | 24-26 de octubre    | Rally de España            | Asfalto / tierra | Resultados |
| 13  | 14-16 de noviembre  | Rally de Gran Bretaña      | Tierra           | Resultados |

## Cambios y novedades
Para la temporada 2014 la FIA estableció los siguientes cambios reglamentarios: cada prueba debía constar de un mínimo de un 25% de km cronometrados sobre el total de km del itinerario y las mismas, se estandarizan, por lo que empezarían todas el jueves y terminarían el domingo a las doce del mediodía con el powerstage. Esta especial tendría además un mínimo de diez kilómetros de longitud.
Los equipos oficiales no estaban obligados a escoger un único fabricante de neumáticos y no fue obligatorio inscribir a un primer piloto en todas las pruebas del calendario. Tan sólo un piloto debería estar inscrito en al menos diez pruebas. Cada piloto sería identificado con un color para distinguir en que campeonato participa (WRC, WRC2, WRC3 o JWRC)
Se prorrogó hasta 2014 la ficha de homologación de los World Rally Cars de 2011, 2012 y 2013. Los vehículos de la categoría S2000 serían sustituidos por los de Grupo R5. Al mismo tiempo el peso mínimo de estos últimos pasa de 1200 kg a 1230 kg con el fin de limitar costes. Se invirtió el sistema de nombramiento para las categorías. La principal categoría, World Rally Car, fue nombrada como RC1.
Tras el mutuo acuerdo entre marcas y federación se acordó mantener estable el reglamento técnico durante tres años con el fin de reducir costes. Los World Rally Car se congelaron a partir del 1 de diciembre de 2013 y sólo se podrían homologar algunas piezas. Además los vehículos R4 (Mitsubishi Lancer, Subaru Impreza), no podrían competir en Europa desde finales de 2014 y los S2000 y RRC no podrían obtener ninguna nueva homologación.
Desapareció el tramo de calificación y el orden de salida (para pilotos prioritarios P1 y P2) para los rallies de tierra y asfalto, se realizaría en la primera etapa, según la clasificación en el campeonato, y en las dos siguientes por orden inverso en la clasificación provisional de la prueba. Los pilotos que abandonen una prueba podrían reengancharse con el formato Rallye 2 en la siguiente jornada y por detrás de los P1 y P2.
El Citroën DS3 R3T sustituyó al Ford Fiesta R2 como el automóvil a utilizar en el Campeonato Mundial de Rally Junior. Utilizarían neumáticos Michelin, al contrario que los Ford, que utilizaban la marca Hankook. El calendario constaba de seis pruebas, la mayoría sobre tierra a diferencia de años anteriores: Portugal, Polonia, Finlandia, Alemania, Alsacia y Gran Bretaña. El campeonato estaría destinado a pilotos menores de 28 años, que portarían los dorsales comprendidos entre el 51 y el 70, y todos participarían al mismo tiempo en el WRC 3. A diferencia de otros años no sumarían puntos extra por los tramos ganados (scratch).
La empresa británica M-Sport, en conjunto con el importador de neumáticos DMACK, que hasta 2013 había sido el promotor del mundial junior creó una copa monomarca llamada: Drive DMACK Fiesta Cup. Serviría al igual que el campeonato junior para potenciar a las jóvenes promesas y podrían participar en ella pilotos, sin límite de edad, con el Ford Fiesta R2. Las pruebas válidas para esta copa eran: Portugal, Polonia, Finlandia, Alemania y Francia. El ganador de la misma disputaría un programa de siete pruebas en 2015 con un Ford Fiesta R5. Otra de las copas de promoción sería la Citroën Top Driver, donde se participaría con un Citroën DS3 R3T y como premio se ofrecía una temporada al volante del Citroën DS3 R5.

## Equipos

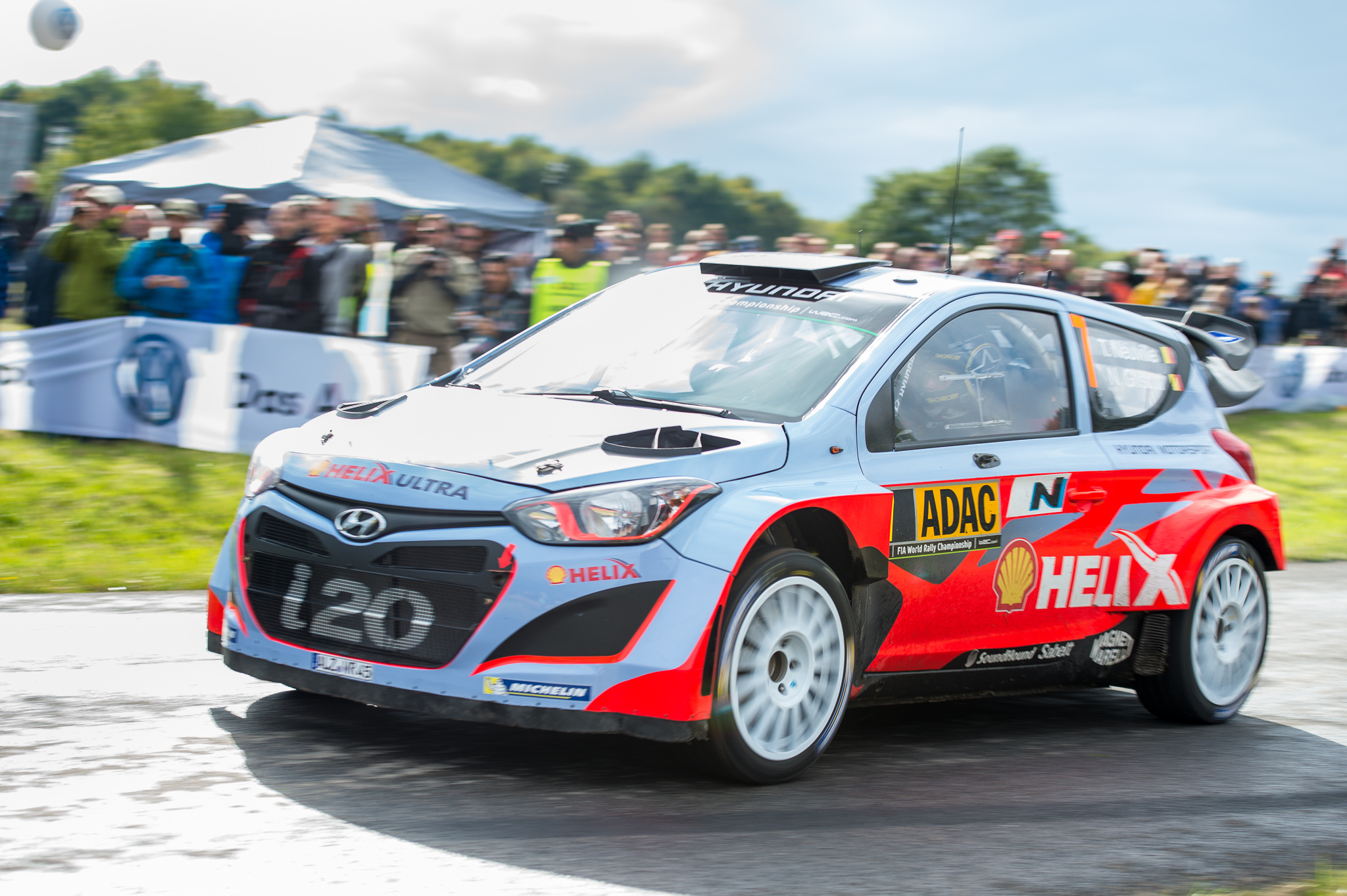
El Hyundai i20 WRC debutó en el campeonato del mundo en esta temporada. En la imagen durante el Rally de Alemania donde logró su primera victoria.

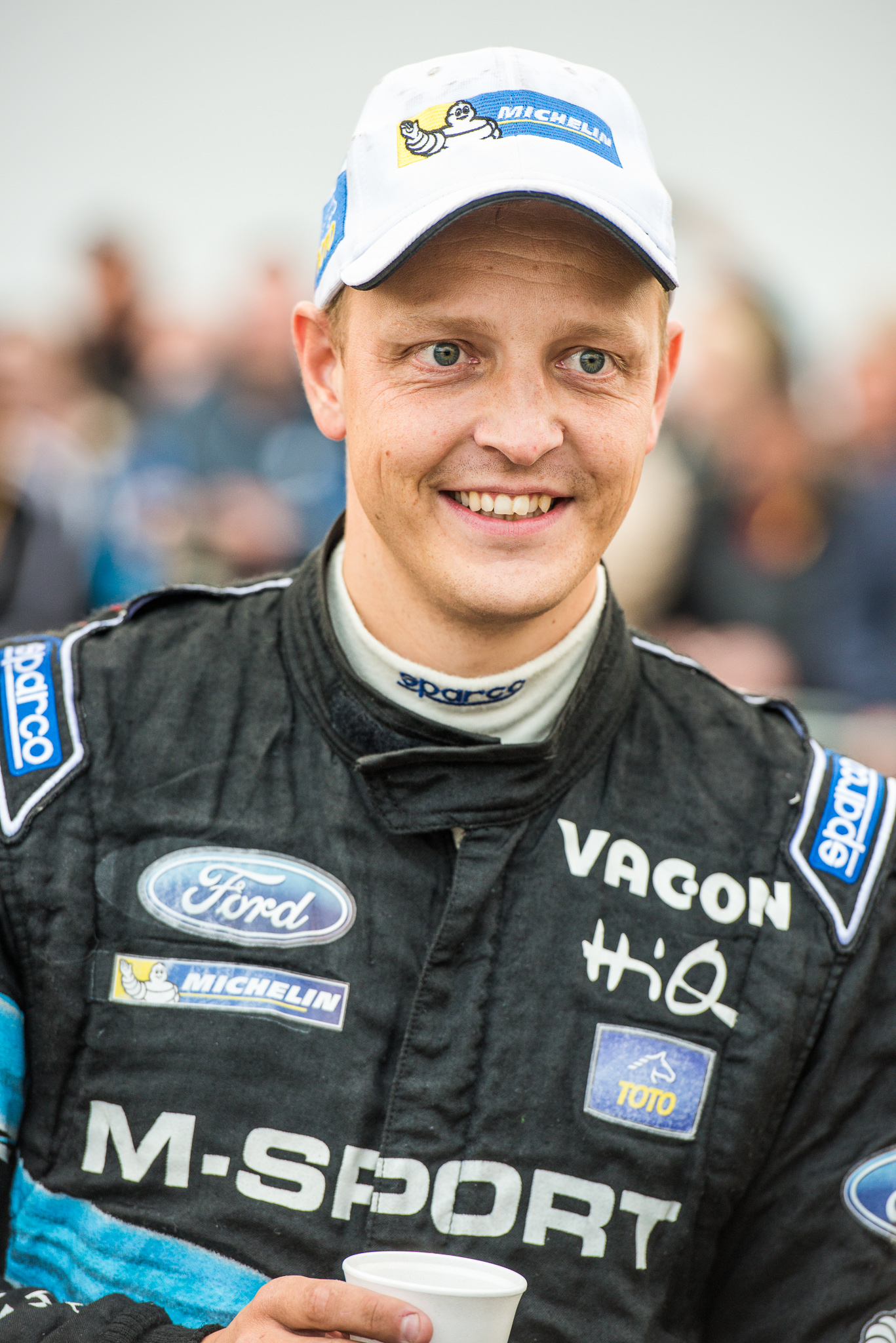
Mikko Hirvonen disputó en 2014 su última temporada del WRC.

### WRC
El constructor coreano, Hyundai regresó al campeonato con el Hyundai i20 WRC y con los pilotos Thierry Neuville, Dani Sordo, Juho Hänninen y Chris Atkinson, de los que solo el primero hizo un programa completo. A partir de Portugal la marca cuenta con un segundo equipo llamado Hyundai Motorsport N. Mads Østberg se marchó a Citroën donde compartió equipo con Kris Meeke y su sitio en M-Sport lo ocupó Mikko Hirvonen, en su regreso a Ford, tuvo de compañero a Elfyn Evans que debutó en el equipo. El polaco Robert Kubica participó con un Ford Fiesta RS WRC patrocinado por Lotos. Volkswagen, ganadora de los campeonatos de pilotos y constructores en 2013, conservó a sus pilotos: Sébastien Ogier, Jari-Matti Latvala y Andreas Mikkelsen, este último de nuevo con el segundo equipo de la marca.
| Equipos registrados en el campeonato de constructores    | Equipos registrados en el campeonato de constructores | Equipos registrados en el campeonato de constructores | Equipos registrados en el campeonato de constructores | Equipos registrados en el campeonato de constructores | Equipos registrados en el campeonato de constructores | Equipos registrados en el campeonato de constructores |
| Equipo                                                   | Constructor                                           | Automóvil                                             | Piloto                                                | Copiloto                                              | Rondas                                                |                                                       |
| -------------------------------------------------------- | ----------------------------------------------------- | ----------------------------------------------------- | ----------------------------------------------------- | ----------------------------------------------------- | ----------------------------------------------------- | ----------------------------------------------------- |
| Citroën World Rally Team                                 | Citroën                                               | Citroën DS3 WRC                                       | Kris Meeke                                            | Paul Nagle                                            | 1-13                                                  |                                                       |
| Citroën World Rally Team                                 | Citroën                                               | Citroën DS3 WRC                                       | Mads Østberg                                          | Jonas Andersson                                       | 1-13                                                  |                                                       |
| Volkswagen Motorsport                                    | Volkswagen                                            | Volkswagen Polo R WRC                                 | Sébastien Ogier                                       | Julien Ingrassia                                      | 1-13                                                  |                                                       |
| Volkswagen Motorsport                                    | Volkswagen                                            | Volkswagen Polo R WRC                                 | Jari-Matti Latvala                                    | Miikka Anttila                                        | 1-13                                                  |                                                       |
| Volkswagen Motorsport II                                 | Volkswagen                                            | Volkswagen Polo R WRC                                 | Andreas Mikkelsen                                     | Mikko Markkula                                        | 1-5                                                   |                                                       |
| Volkswagen Motorsport II                                 | Volkswagen                                            | Volkswagen Polo R WRC                                 | Andreas Mikkelsen                                     | Ola Floene                                            | 6-9, 11-13                                            |                                                       |
| Hyundai World Rally Team                                 | Hyundai                                               | Hyundai i20 WRC                                       | Thierry Neuville                                      | Nicolas Gilsoul                                       | 1-13                                                  |                                                       |
| Hyundai World Rally Team                                 | Hyundai                                               | Hyundai i20 WRC                                       | Juho Hänninen                                         | Tomi Tuominen                                         | 2, 4, 6-8, 13                                         |                                                       |
| Hyundai World Rally Team                                 | Hyundai                                               | Hyundai i20 WRC                                       | Dani Sordo                                            | Marc Martí                                            | 1, 5, 9, 11-12                                        |                                                       |
| Hyundai World Rally Team                                 | Hyundai                                               | Hyundai i20 WRC                                       | Chris Atkinson                                        | Stéphane Prévot                                       | 3, 10                                                 |                                                       |
| Hyundai Motorsport N                                     | Hyundai                                               | Hyundai i20 WRC                                       | Dani Sordo                                            | Marc Martí                                            | 4                                                     |                                                       |
| Hyundai Motorsport N                                     | Hyundai                                               | Hyundai i20 WRC                                       | Hayden Paddon                                         | John Kennard                                          | 6, 8, 10, 12-13                                       |                                                       |
| Hyundai Motorsport N                                     | Hyundai                                               | Hyundai i20 WRC                                       | Bryan Bouffier                                        | Xavier Panseri                                        | 9, 11                                                 |                                                       |
| M-Sport World Rally Team                                 | Ford                                                  | Ford Fiesta RS WRC                                    | Mikko Hirvonen                                        | Jarmo Lehtinen                                        | 1-13                                                  |                                                       |
| M-Sport World Rally Team                                 | Ford                                                  | Ford Fiesta RS WRC                                    | Elfyn Evans                                           | Daniel Barrit                                         | 1-13                                                  |                                                       |
| RK M-Sport World Rally Team                              | Ford                                                  | Ford Fiesta RS WRC                                    | Robert Kubica                                         | Maciej Szczepaniak                                    | 1-13                                                  |                                                       |
| Jipocar Czech National Team                              | Ford                                                  | Ford Fiesta RS WRC                                    | Martin Prokop                                         | Michal Ernst                                          | 1                                                     |                                                       |
| Jipocar Czech National Team                              | Ford                                                  | Ford Fiesta RS WRC                                    | Martin Prokop                                         | Jan Tománek                                           | 2-9, 11-13                                            |                                                       |
| Equipos no registrados en el campeonato de constructores |                                                       |                                                       |                                                       |                                                       |                                                       |                                                       |
| Slovakia World Rally Team                                | Ford                                                  | Ford Fiesta RS WRC                                    | Jaroslav Melichárek                                   | Erik Melichárek                                       | 1                                                     |                                                       |
| François Delecour                                        | Ford                                                  | Ford Fiesta RS WRC                                    | François Delecour                                     | Dominique Savignoni                                   | 1                                                     |                                                       |
| M-Sport World Rally Team                                 | Ford                                                  | Ford Fiesta RS WRC                                    | Bryan Bouffier                                        | Xavier Panseri                                        | 1                                                     |                                                       |
| M-Sport World Rally Team                                 | Ford                                                  | Ford Fiesta RS WRC                                    | Ott Tänak                                             | Raigo Mölder                                          | 2                                                     |                                                       |
| M-Sport World Rally Team                                 | Ford                                                  | Ford Fiesta RS WRC                                    | Michał Sołowow                                        | Maciej Baran                                          | 2                                                     |                                                       |
| Pontus Tidemand                                          | Ford                                                  | Ford Fiesta RS WRC                                    | Pontus Tidemand                                       | Ola Fløene                                            | 2                                                     |                                                       |
| Henning Solberg                                          | Ford                                                  | Ford Fiesta RS WRC                                    | Henning Solberg                                       | Ilka Minor                                            | 2                                                     |                                                       |
| Citroën World Rally Team                                 | Citroën                                               | Citroën DS3 WRC                                       | Khalid Al Qassimi                                     | Chris Patterson                                       | 2                                                     |                                                       |
| Volkswagen Motorsport II                                 | Volkswagen                                            | Volkswagen Polo R WRC                                 | Andreas Mikkelsen                                     | Ola Floene                                            | 10                                                    |                                                       |

### WRC 2
En el WRC 2 se inscribieron en cada prueba: seis en Montecarlo, doce en Suecia y nueve en México.
| Equipos WRC 2             | Equipos WRC 2 | Equipos WRC 2                | Equipos WRC 2        | Equipos WRC 2          | Equipos WRC 2 | Equipos WRC 2 |
| Equipo                    | Constructor   | Automóvil                    | Piloto               | Copiloto               | Rondas        |               |
| ------------------------- | ------------- | ---------------------------- | -------------------- | ---------------------- | ------------- | ------------- |
| DMACK World Rally Team    | Ford          | Ford Fiesta R5               | Ott Tänak            | Raigo Mölder           | 3             |               |
| DMACK World Rally Team    | Ford          | Ford Fiesta R5               | Jari Ketomaa         | Kaj Lindström          | 2             |               |
| Robert Barrable           | Ford          | Ford Fiesta R5               | Robert Barrable      | Stuart Loudon          | 1             |               |
| Fredrik Åhlin             | Ford          | Ford Fiesta R5               | Fredrik Åhlin        | Morten Erik Abrahamsen | 2             |               |
| Yuriy Protasov            | Ford          | Ford Fiesta R5               | Yuriy Protasov       | Pavlo Cherepin         | 1-3           |               |
| Stohl Racing              | Ford          | Ford Fiesta R5               | Armin Kremer         | Klaus Wicha            | 1             |               |
| Jourdan Serderidis        | Ford          | Ford Fiesta R5               | Jourdan Serderidis   | Morgane Rose           | 1-2           |               |
| FWRT s.r.l.               | Ford          | Ford Fiesta R5               | Lorenzo Bertelli     | Mitia Dotta            | 1-3           |               |
| Quentin Gilbert           | Ford          | Ford Fiesta R5               | Quentin Gilbert      | Nicolas Klinger        | 3             |               |
| Julien Maurin             | Ford          | Ford Fiesta RRC              | Julien Maurin        | Nicolas Klinger        | 1             |               |
| Yazeed Racing             | Ford          | Ford Fiesta RRC              | Yazeed Al Rajhi      | Michael Orr            | 2             |               |
| Nicolás Fuchs             | Ford          | Ford Fiesta RRC              | Nicolás Fuchs        | Fernando Mussano       | 3             |               |
| Karl Kruuda               | Ford          | Ford Fiesta S2000            | Karl Kruuda          | Martin Järveoja        | 2             |               |
| www.Rallyproject.com      | Mitsubishi    | Mitsubishi Lancer Evo X      | Massimiliano Rendina | Mario Pizzuti          | 1, 3          |               |
| ABR Paraguay by Astra     | Mitsubishi    | Mitsubishi Lancer Evo X      | Augusto Bestard      | Fernando Mendoca       | 3             |               |
| Eurolamp World Rally Team | MINI          | Mini John Cooper Works S2000 | Valeriy Gorban       | Volodymyr Korsia       | 2             |               |
| Gianluca Linari           | Subaru        | Subaru Impreza WRX STi       | Gianluca Linari      | Nicola Arena           | 2-3           |               |

### WRC 3
- El primer inscrito en el WRC 3 fue el francés Quentin Gilbert que logró la victoria en la primera cita del calendario.[25]

| Equipos WRC 3            | Equipos WRC 3 | Equipos WRC 3   | Equipos WRC 3        | Equipos WRC 3   | Equipos WRC 3 | Equipos WRC 3 |
| Equipo                   | Constructor   | Automóvil       | Piloto               | Copiloto        | Rondas        |               |
| ------------------------ | ------------- | --------------- | -------------------- | --------------- | ------------- | ------------- |
| Quentin Gilbert          | Citroën       | Citroën DS3 R3T | Quentin Gilbert      | Renaud Jamoul   | 1, 4          |               |
| Simone Tempestini        | Citroën       | Citroën DS3 R3T | Simone Tempestini    | Dorin Pulpea    | 4             |               |
| Aron Domzala             | Citroën       | Citroën DS3 R3T | Aron Domzala         | Przemek Zawada  | 4             |               |
| ADAC Team Weser-Ems e.V. | Citroën       | Citroën DS3 R3T | Christian Riedemann  | Lara Vanneste   | 4             |               |
| Quentin Giordano         | Citroën       | Citroën DS3 R3T | Quentin Giordano     | Guillaume Duval | 4             |               |
| Martin Koči              | Citroën       | Citroën DS3 R3T | Martin Koči          | Lukáš Kostka    | 4             |               |
| Stephane Lefebvre        | Citroën       | Citroën DS3 R3T | Stephane Lefebvre    | Thomas Dubois   | 4             |               |
| Molly Taylor             | Citroën       | Citroën DS3 R3T | Molly Taylor         | Coral Taylor    | 4             |               |
| Team Jaga Motorsport     | Citroën       | Citroën DS3 R3T | Panikos Polykarpou   | Gerald Winter   | 4             |               |
| Sylvain Michel           | Citroën       | Citroën DS3 R3T | Sylvain Michel       | Gwenola Marie   | 4             |               |
| Frederico Della Casa     | Citroën       | Citroën DS3 R3T | Frederico Della Casa | Domenico Pozzi  | 4             |               |
| Alastair Fisher          | Citroën       | Citroën DS3 R3T | Alastair Fisher      | Gordon Noble    | 4             |               |
| Wurmbrand- Racing Team   | Citroën       | Citroën DS3 R3T | Lukas Kornel         | Márk Mesterházi | 4             |               |
| Czech National Team      | Citroën       | Citroën DS3 R3T | Jan Cěrný            | Pavel Kohout    | 4             |               |
| Simone Campedelli        | Citroën       | Citroën DS3 R3T | Simone Campedelli    | Danilo Fappani  | 4             |               |

### Campeonato Junior
- Doce pilotos se inscribieron en el campeonato junior. Francia con tres, es el país con más representantes.[32]

| Equipos JWRC | Equipos JWRC    | Equipos JWRC        | Equipos JWRC       | Equipos JWRC |
| Equipo       | Automóvil       | Piloto              | Copiloto           | Rondas       |
| ------------ | --------------- | ------------------- | ------------------ | ------------ |
| Tempestini   | Citroën DS3 R3T | Simone Tempestini   | Dorin Pulpea       | 1-5          |
| Domzala      | Citroën DS3 R3T | Aron Domzala        | Przemek Zawada     | 1-3, 5       |
| Riedemann    | Citroën DS3 R3T | Christian Riedemann | Lara Vanneste      | 1-2          |
| Riedemann    | Citroën DS3 R3T | Christian Riedemann | Michael Wenzel     | 4            |
| Giordano     | Citroën DS3 R3T | Quentin Giordano    | Guillaume Duval    | 1-5          |
| Koci         | Citroën DS3 R3T | Martin Koci         | Lukas Kostka       | 1-5          |
| Lefebvre     | Citroën DS3 R3T | Stephane Lefebvre   | Thomas Dubois      | 1-5          |
| Taylor       | Citroën DS3 R3T | Molly Taylor        | Coral Taylor       | 1            |
| Taylor       | Citroën DS3 R3T | Molly Taylor        | Sebastian Marshall | 2-3, 6       |
| Polykarpou   | Citroën DS3 R3T | Panikos Polykarpou  | Gerald Winter      | 1-2          |
| Camilli      | Citroën DS3 R3T | Eric Camilli        | Maxime Vilmot      | 4-5          |
| Della Casa   | Citroën DS3 R3T | Federico Della Casa | Domenico Pozzi     | 1-4          |
| Fisher       | Citroën DS3 R3T | Alastair Fisher     | Gordon Noble       | 1-5          |
| Kornel       | Citroën DS3 R3T | Lukas Kornel        | Mark Mesterhazi    | 1-5          |

## Resultados

### Campeonato de pilotos
| Pos. | Piloto              | MON | SWE | MEX | POR | ARG | ITA | POL | FIN | DEU | AUS | FRA | ESP | GBR | Puntos |
| 1    | Sébastien Ogier     | 12  | 6   | 13  | 13  | 23  | 1   | 13  | 23  | Ret | 12  | 133 | 1   | 1   | 267    |
| 2    | Jari-Matti Latvala  | 53  | 12  | 2   | 142 | 1   | 32  | 51  | 12  | Ret | 23  | 1   | 23  | 83  | 218    |
| 3    | Andreas Mikkelsen   | 7   | 2   | 19  | 4   | 4   | 43  | 2   | 4   | 3   | 3   | 2   | 71  | Ret | 150    |
| 4    | Mikko Hirvonen      | Ret | 41  | 81  | 2   | 92  | Ret | 4   | 5   | 51  | 5   | 5   | 3   | 2   | 126    |
| 5    | Mads Østberg        | 4   | 3   | 9   | 31  | Ret | 2   | Ret | Ret | 6   | 15  | 7   | 4   | 31  | 108    |
| 6    | Thierry Neuville    | Ret | 28  | 3   | 7   | 5   | 16  | 3   | Ret | 12  | 7   | 8   | 6   | 42  | 105    |
| 7    | Kris Meeke          | 31  | 10  | Ret | Ret | 3   | 18  | 7   | 31  | Ret | 41  | 3   | 192 | 6   | 92     |
| 8    | Elfyn Evans         | 6   | Ret | 4   | 22  | 7   | 5   | 35  | 7   | 43  | 8   | 62  | 14  | 5   | 81     |
| 9    | Martin Prokop       | Ret | Ret | 5   | 6   | 8   | 6   | 10  | Ret | 7   |     | 10  | 8   | 9   | 44     |
| 10   | Dani Sordo          | Ret |     |     | Ret | Ret |     |     |     | 2   |     | 4   | 5   |     | 40     |
| 11   | Henning Solberg     |     | 7   |     | 5   |     | 7   | 9   | 9   |     |     |     |     | Ret | 26     |
| 12   | Bryan Bouffier      | 2   |     |     |     |     | 14  |     |     | Ret |     | 9   |     |     | 20     |
| 13   | Juho Hänninen       |     | 19  |     | 8   |     | Ret | 6   | 6   |     |     |     |     | 26  | 20     |
| 14   | Hayden Paddon       |     |     |     |     |     | 12  | 8   | 8   |     | 6   |     | 9   | 10  | 19     |
| 15   | Ott Tänak           |     | 5   | 15  | Ret | 17  | 21  | 11  | 12  | 10  | Ret |     |     | 7   | 17     |
| 16   | Robert Kubica       | Ret | 24  | Ret | Ret | 6   | 8   | 20  | 34  | Ret | 9   | Ret | 17  | 11  | 14     |
| 17   | Benito Guerra       |     |     | 6   |     |     |     |     |     |     |     |     | 18  |     | 8      |
| 18   | Chris Atkinson      |     |     | 7   |     |     |     |     |     |     | 10  |     |     |     | 7      |
| 19   | Pontus Tidemand     |     | 8   |     | 11  |     |     |     |     | 9   |     | 28  |     |     | 6      |
| 20   | Dennis Kuipers      |     |     |     |     |     |     |     |     | 8   |     | 11  |     |     | 4      |
| 21   | Jaroslav Melichárek | 8   |     |     |     |     | 19  |     |     | 14  |     |     |     |     | 4      |
| 22   | Nasser Al-Attiyah   |     |     |     | 9   | 10  | Ret |     |     | 17  | 11  |     | 10  |     | 4      |
| 23   | Lorenzo Bertelli    | 12  | 18  | 13  | 30  | 13  | 9   |     | Ret | 50  | 14  |     | Ret |     | 2      |
| 24   | Matteo Gamba        | 9   |     |     |     |     |     |     |     |     |     | Ret |     |     | 2      |
| 25   | Craig Breen         |     | 9   |     |     |     |     |     | Ret | EX  |     |     |     |     | 2      |
| 26   | Yuriy Protasov      | 10  | 15  | 10  | 31  | Ret | 13  |     | 43  | 11  | 13  | 16  | 11  |     | 2      |
| 27   | Jari Ketomaa        |     | 12  |     | 10  | 21  |     | 12  | 11  |     | 12  |     |     |     | 1      |
| 28   | Karl Kruuda         |     | 11  |     | 12  |     | 15  | Ret | 10  |     |     |     | 24  |     | 1      |
| 29   | Khalid Al Qassimi   |     | 16  |     | 13  |     | 10  |     |     |     |     |     | 15  |     | 1      |

| Color     | Resultado                                              |
| Oro       | Ganador                                                |
| Plata     | 2ª plaza                                               |
| Bronce    | 3ª plaza                                               |
| Verde     | Finalizó (diez primeros)                               |
| Azul      | Finalizó                                               |
| Violeta   | No terminó (Ret)                                       |
| Negro     | Descalificado (DES)                                    |
| Blanco    | No empezó (DNS)                                        |
| Blanco    | Excluido (EX)                                          |
| Blanco    | Lesionado (LES)                                        |
| Sin color | No participó                                           |
| x1        | Puntos extra                                           |
| (x)       | Entre paréntesis, puntos no computables para el total. |

### Campeonato de Constructores
| Pos. | Constructor                 | MON | SWE | MEX | POR | ARG | ITA | POL | FIN | DEU | AUS | FRA | ESP | GBR | Puntos |
| 1    | Volkswagen Motorsport       | 1   | 5   | 1   | 1   | 2   | 1   | 1   | 2   | Ret | 1   | 11  | 1   | 1   | 445    |
| 1    | Volkswagen Motorsport       | 4   | 1   | 2   | 14  | 1   | 3   | 5   | 1   | Ret | 2   | 1   | 2   | 8   | 445    |
| 2    | Citroën World Rally Team    | 2   | 6   | Ret | Ret | 3   | 10  | 7   | 3   | Ret | 3   | 3   | 19  | 6   | 210    |
| 2    | Citroën World Rally Team    | 3   | 3   | 8   | 3   | Ret | 2   | Ret | Ret | 6   | 10  | 7   | 4   | 3   | 210    |
| 3    | M-Sport World Rally Team    | Ret | 4   | 7   | 2   | 9   | Ret | 4   | 5   | 5   | 4   | 5   | 3   | 2   | 208    |
| 3    | M-Sport World Rally Team    | 5   | Ret | 4   | 22  | 7   | 5   | 11  | 7   | 4   | 7   | 6   | 14  | 5   | 208    |
| 4    | Hyundai World Rally Team    | Ret | 9   | 3   | 7   | 5   | 9   | 3   | Ret | 1   | 6   | 8   | 6   | 4   | 187    |
| 4    | Hyundai World Rally Team    | Ret | 7   | 6   | 8   | Ret | Ret | 6   | Ret | 2   | 9   | 4   | 5   | 26  | 187    |
| 5    | Volkswagen Motorsport II    | 6   | 2   | 9   | 4   | 4   | 4   | 2   | 4   | 3   |     | 2   | 7   | Ret | 133    |
| 6    | Jipocar Czech National Team | Ret | Ret | 5   | 6   | 8   | 6   | 9   | Ret | 7   |     | 10  | 8   | 8   | 49     |
| 7    | Hyundai Motorsport N        |     |     |     | Ret |     | 8   | 8   | 8   | Ret | 5   | 9   | 9   | 9   | 28     |
| 8    | RK M-Sport World Rally Team | Ret | 8   | Ret | Ret | 6   | 7   | 10  | 9   | Ret | 8   | Ret | 11  | 10  | 26     |

| Color     | Resultado                                              |
| Oro       | Ganador                                                |
| Plata     | 2ª plaza                                               |
| Bronce    | 3ª plaza                                               |
| Verde     | Finalizó (diez primeros)                               |
| Azul      | Finalizó                                               |
| Violeta   | No terminó (Ret)                                       |
| Negro     | Descalificado (DES)                                    |
| Blanco    | No empezó (DNS)                                        |
| Blanco    | Excluido (EX)                                          |
| Blanco    | Lesionado (LES)                                        |
| Sin color | No participó                                           |
| x1        | Puntos extra                                           |
| (x)       | Entre paréntesis, puntos no computables para el total. |

### Campeonato WRC 2
| Pos. | Piloto                | MON | SWE | MEX | POR | ARG | ITA | POL | FIN | DEU | AUS | FRA | ESP | GBR | Puntos |
| 1    | Nasser Al-Attiyah     |     |     |     | 1   | 1   | Ret |     |     | 5   | 1   |     | 1   |     | 110    |
| 2    | Lorenzo Bertelli      | 2   | 6   | 2   |     | 4   | 1   |     |     |     | 4   |     |     |     | 93     |
| 3    | Yuriy Protasov        | 1   | 5   | 1   | 14  | Ret | 3   |     |     |     | 3   |     |     |     | 90     |
| 4    | Jari Ketomaa          |     | 2   |     | 2   | 11  |     | 2   | 2   |     | 2   |     |     |     | 90     |
| 5    | Karl Kruuda           |     | 1   |     | 4   |     | 4   | Ret | 1   |     |     |     | 7   |     | 80     |
| 6    | Ott Tänak             |     |     | 4   |     | 8   | 8   | 1   | 3   | 2   | Ret |     |     |     | 78     |
| 7    | Pontus Tidemand       |     |     |     | 3   |     |     |     |     | 1   |     | 4   |     |     | 52     |
| 8    | Bernardo Sousa        |     |     |     | 5   |     | 5   | 5   |     | Ret |     | 2   | Ret |     | 48     |
| 9    | Nicolás Fuchs         |     |     | 6   | 12  | 2   | Ret | 6   |     |     |     |     | 5   |     | 44     |
| 10   | Yazeed Al-Rajhi       |     | 4   |     |     | WD  | Ret | 3   | 4   |     | Ret |     |     |     | 39     |
| 11   | Robert Barrable       | 3   |     |     | 6   |     |     |     |     |     |     |     | 3   |     | 38     |
| 12   | Max Rendina           | 5   | WD  | 3   | 13  | 13  | 12  | 8   |     |     | 6   |     |     |     | 37     |
| 13   | Valeriy Gorban        |     | 7   |     | 8   |     | 15  | 4   | 7   |     |     |     | 6   |     | 36     |
| 14   | Sébastien Chardonnet  |     |     |     |     |     | 2   | 11  | Ret | Ret |     | 3   | Ret |     | 33     |
| 15   | Quentin Gilbert       |     |     | Ret |     | Ret | 6   |     |     |     |     | 1   |     |     | 33     |
| 16   | Julien Maurin         | Ret |     |     | Ret |     | Ret |     |     | 4   |     |     | 2   |     | 30     |
| 17   | Armin Kremer          | 4   |     |     |     |     |     |     |     | 3   |     |     |     |     | 27     |
| 18   | Jourdan Serderidis    | 6   | Ret |     |     |     |     | 9   |     |     | Ret | 7   | 8   |     | 20     |
| 19   | Juan Carlos Alonso    |     |     |     | 15  | 7   | 9   | 10  | 6   |     |     |     | Ret |     | 17     |
| 20   | Abdulaziz Al-Kuwari   |     |     | WD  | 7   | 5   | Ret |     |     |     |     |     |     |     | 16     |
| 21   | Jarosław Kołtun       |     |     |     |     |     |     | 7   |     |     |     | 5   |     |     | 16     |
| 22   | Diego Domínguez       |     |     |     |     | 3   |     |     |     |     |     |     |     |     | 15     |
| 23   | Fredrik Åhlin         |     | 3   |     | Ret |     |     |     |     |     |     |     |     |     | 15     |
| 24   | Gianluca Linari       |     | 8   | 5   |     | 12  | 11  |     |     |     |     |     |     |     | 14     |
| 25   | Subhan Aksa           |     |     |     | 9   |     |     |     |     |     | 5   |     |     |     | 12     |
| 26   | Benito Guerra         |     |     |     |     |     |     |     |     |     |     |     | 4   |     | 12     |
| 27   | Eyvind Brynildsen     |     |     |     |     |     |     |     | 5   |     |     |     |     |     | 10     |
| 28   | Miguel Ángel Zaldivar |     |     |     |     | 6   |     |     |     |     |     |     |     |     | 8      |
| 29   | Augusto Bestard       |     |     | 7   |     | 9   |     |     |     |     |     |     |     |     | 8      |
| 30   | Rashid Al Ketbi       |     |     |     | 11  |     |     | Ret |     | 6   |     |     |     |     | 8      |
| 31   | Johan Heloise         |     |     |     |     |     |     |     |     |     |     | 6   |     |     | 8      |
| 32   | Martin Kangur         |     |     |     | 10  |     | 7   | Ret |     |     |     |     |     |     | 7      |
| 33   | Martin McCormack      |     |     |     | Ret |     | Ret |     |     | 7   |     | Ret |     |     | 6      |
| 34   | Ramón Torres          |     |     |     |     | 10  | 10  | 12  |     |     |     |     |     |     | 2      |

| Color     | Resultado                                              |
| Oro       | Ganador                                                |
| Plata     | 2ª plaza                                               |
| Bronce    | 3ª plaza                                               |
| Verde     | Finalizó (diez primeros)                               |
| Azul      | Finalizó                                               |
| Violeta   | No terminó (Ret)                                       |
| Negro     | Descalificado (DES)                                    |
| Blanco    | No empezó (DNS)                                        |
| Blanco    | Excluido (EX)                                          |
| Blanco    | Lesionado (LES)                                        |
| Sin color | No participó                                           |
| x1        | Puntos extra                                           |
| (x)       | Entre paréntesis, puntos no computables para el total. |

### Campeonato WRC 3
| Pos. | Piloto              | MON | SWE | MEX | POR | ARG | ITA | POL | FIN | DEU | AUS | FRA | ESP | GBR | Puntos |
| 1    | Stéphane Lefebvre   |     |     |     | 1   |     |     | 1   | 8   | 1   |     | EXC |     |     | 79     |
| 2    | Christian Riedemann |     |     |     | 2   |     |     | 5   | WD  | 2   |     | WD  |     |     | 46     |
| 3    | Quentin Giordano    |     |     |     | 10  |     |     | 3   | 3   | 3   |     | EXC |     |     | 46     |
| 4    | Martin Koči         |     |     |     | 3   |     |     | 4   | 2   | Ret |     | EXC |     |     | 45     |
| 5    | Alastair Fisher     |     |     |     | Ret |     |     | 2   | 5   | 4   |     | EXC |     |     | 40     |
| 6    | Simone Tempestini   |     |     |     | 6   |     |     | Ret | 6   | 5   |     | Ret |     |     | 26     |
| 7    | Teemu Suninen       |     |     |     |     |     |     |     | 1   |     |     |     |     |     | 25     |
| 8    | Quentin Gilbert     | 1   |     |     |     |     |     |     |     |     |     |     |     |     | 25     |
| 9    | Mohamed Al-Mutawaa  |     |     |     |     |     |     |     |     | Ret |     |     | 1   |     | 25     |
| 10   | Molly Taylor        |     |     |     | 8   |     |     | 8   | 4   |     |     |     |     |     | 20     |
| 11   | Kornél Lukács       |     |     |     | 12  |     |     | 6   | Ret | 6   |     | Ret |     |     | 16     |
| 12   | Federico della Casa |     |     |     | 4   |     |     | 9   | 9   | Ret |     |     |     |     | 16     |
| 13   | Aron Domżała        |     |     |     | Ret |     |     | 7   | 7   |     |     |     |     |     | 12     |
| 14   | Simone Campedelli   |     |     |     | 5   |     |     | WD  |     |     |     |     |     |     | 10     |
| 15   | Jan Černý           |     |     |     | 7   |     |     |     |     |     |     |     |     |     | 6      |
| 16   | Panikos Polykarpou  |     |     |     | 9   |     |     | Ret |     |     |     |     |     |     | 2      |

| Color     | Resultado                                              |
| Oro       | Ganador                                                |
| Plata     | 2ª plaza                                               |
| Bronce    | 3ª plaza                                               |
| Verde     | Finalizó (diez primeros)                               |
| Azul      | Finalizó                                               |
| Violeta   | No terminó (Ret)                                       |
| Negro     | Descalificado (DES)                                    |
| Blanco    | No empezó (DNS)                                        |
| Blanco    | Excluido (EX)                                          |
| Blanco    | Lesionado (LES)                                        |
| Sin color | No participó                                           |
| x1        | Puntos extra                                           |
| (x)       | Entre paréntesis, puntos no computables para el total. |

### Campeonato Junior
| Pos. | Piloto              | POR | POL | FIN | DEU | FRA | GBR | Puntos |
| 1    | Stéphane Lefebvre   | 1   | 1   | 7   | 1   | 4   |     | 93     |
| 2    | Alastair Fisher     | Ret | 2   | 4   | 4   | 1   |     | 67     |
| 3    | Quentin Giordano    | 10  | 3   | 2   | 3   | 3   |     | 64     |
| 4    | Martin Koči         | 3   | 4   | 1   | Ret | 7   |     | 52     |
| 5    | Christian Riedemann | 2   | 5   |     | 2   |     |     | 46     |
| 6    | Simone Tempestini   | 6   | Ret | 5   | 5   | Ret |     | 28     |
| 7    | Molly Taylor        | 8   | 8   | 3   |     |     |     | 23     |
| 8    | Aron Domżała        | Ret | 7   | 6   |     | 6   |     | 22     |
| 9    | Eric Camilli        |     |     |     | Ret | 2   |     | 18     |
| 10   | Federico della Casa | 4   | 9   | 8   | Ret |     |     | 18     |
| 11   | Kornél Lukács       | 12  | 6   | Ret | 6   | Ret |     | 16     |
| 12   | Yohan Rossel        |     |     |     |     | 5   |     | 10     |
| 13   | Jan Černý           | 7   |     |     |     |     |     | 6      |
| 14   | Panikos Polykarpou  | 9   | Ret |     |     |     |     | 2      |

| Color     | Resultado                                              |
| Oro       | Ganador                                                |
| Plata     | 2ª plaza                                               |
| Bronce    | 3ª plaza                                               |
| Verde     | Finalizó (diez primeros)                               |
| Azul      | Finalizó                                               |
| Violeta   | No terminó (Ret)                                       |
| Negro     | Descalificado (DES)                                    |
| Blanco    | No empezó (DNS)                                        |
| Blanco    | Excluido (EX)                                          |
| Blanco    | Lesionado (LES)                                        |
| Sin color | No participó                                           |
| x1        | Puntos extra                                           |
| (x)       | Entre paréntesis, puntos no computables para el total. |